# О’Нил, Даррен
Да́ррен О'Ни́л (ирл. Darren O'Neill; 13 сентября 1985, Полстаун) — ирландский боксёр второй средней весовой категории, выступает за сборную Ирландии с 2005 года. Чемпион Европейского Союза, серебряный призёр чемпионата Европы, участник летних Олимпийских игр в Лондоне, победитель многих международных турниров и национальных первенств. Вне ринга работает школьным учителем.

## Биография
Даррен О'Нил родился 13 сентября 1985 года в деревне Полстаун, графство Килкенни. Активно заниматься боксом начал в раннем детстве, проходил подготовку в местном боксёрском клубе. Среди юниоров долгое время не показывал хороших результатов, а первого серьёзного успеха добился уже на взрослом уровне, когда в 2005 году выиграл в полутяжёлом весе серебряную медаль первенства Ирландии, уступив лидерство лишь Кеннету Игану. Год спустя повторил это достижение и дебютировал на чемпионате Европы в Пловдиве, где дошёл до стадии четвертьфиналов. В 2008 году вновь был вторым в зачёте национального первенства (на этот раз проиграл Даррену Сазерленду) и побывал на первенстве Европы в Ливерпуле, откуда вернулся без медалей, потерпев поражение уже на ранней стадии турнира.
В 2009 году О'Нил спустился во вторую среднюю весовую категорию, впервые стал чемпионом Ирландии, завоевал золотую медаль на чемпионате Европейского Союза в Оденсе и съездил на чемпионат мира в Милан, где проиграл 3:7 армянину Андранику Акопяну. В следующем сезоне добыл серебро на чемпионате Европы в Москве, проиграв в финале россиянину Артёму Чеботарёву со счётом 6:1. В 2011 году на европейском первенстве в Анкаре занял только пятое место, зато на мемориальном турнире Феликса Штамма в Варшаве был первым. На чемпионате мира в Баку остался без медалей, однако благодаря этому выступлению всё-таки квалифицировался на летние Олимпийские игры 2012 года в Лондон, поехав туда в качестве капитана ирландской боксёрской команды. На Олимпиаде выбыл из турнирной сетке уже после второго своего матча на турнире, проиграв со счётом 12:19 немцу Штефану Хертелю. Несмотря на раннее поражение, на церемонии закрытия удостоился чести нести знамя Ирландии.